# León Cortés (tổng)
León Cortés Castro là một tổng trong tỉnh San José, Costa Rica. Tổng này có diện tích 120,8 km², dân số năm 2008 là 13288 người..